# Język moriori
Język moriori (Ta Rē Moriori) – wymarły język z grupy języków polinezyjskich, używany na Wyspach Chatham przez lud Moriori.
Język moriori jest blisko spokrewniony z językiem maoryskim.